# Martin Verstappen
Pour les articles homonymes, voir Verstappen.
Martin Verstappen, né le 7 août 1773 à Anvers (Belgique) et mort le 7 janvier 1852 à Rome (Italie), était un peintre paysagiste belge établi à Rome. 

## Biographie
Après avoir appris son art à l'académie de peinture de sa cité natale auprès de Petrus van Regemorter, il fait le voyage d'Italie et se fixe définitivement à Rome dès 1804-1805. Né infirme avec une main droite atrophiée, il peint de la main gauche et parvient malgré son handicap à devenir un artiste très estimé de son temps.
Fidèle à une inspiration exclusivement paysagiste, il travaille en s'appuyant sur des études de plein air. Nimbées par la lumière italienne, ses toiles de facture classique étaient appréciées pour leur bon sens de l'harmonie et des couleurs et leur goût de la perspective aérienne. Il signait ses œuvres sous la forme latinisée VerSTapiun.
Admis au sein de la prestigieuse Académie de Saint-Luc en 1814 et membre associé de l'Académie des beaux-arts de Brera, Verstappen mène une vie d'ermite artistique dans la Ville Éternelle. Il accepte cependant de prendre pour élève le jeune Massimo d'Azeglio, qui lui consacre quelques paragraphes hauts en couleur dans ses souvenirs.
Martin Verstapen contribua à quelques grands rendez-vous artistiques européens par l'envoi de certains de ses tableaux. 
Il présente ainsi au Salon de peinture de Paris en 1810 une Vue de Subiaco depuis le Ponte Nomentano qui est récompensée par une médaille d'or. Il expose ensuite au Salon de 1812 « deux paysages remarquables l'un et l'autre par la finesse et la variété des teintes » selon le jugement du critique d'art Charles Paul Landon : il s'agit d'une Vue extérieure du couvent de St-François à l'Arriccia (qui rejoignit ensuite la collection du comte de Pourtalès dispersée en 1865) et d'une Vue du lac d'Albano. Il renouvelle sa participation au moins une troisième fois à l'événement parisien, en présentant un Paysage lors du Salon de 1845.
Il expose également au Salon de peinture de Bruxelles lors des sessions de 1836, 1839 et 1842. La jeune Belgique se souvint ainsi suffisamment de ce compatriote installé de longue date au soleil romain pour l'honorer d'une nomination de chevalier dans l'ordre de Léopold en 1839.

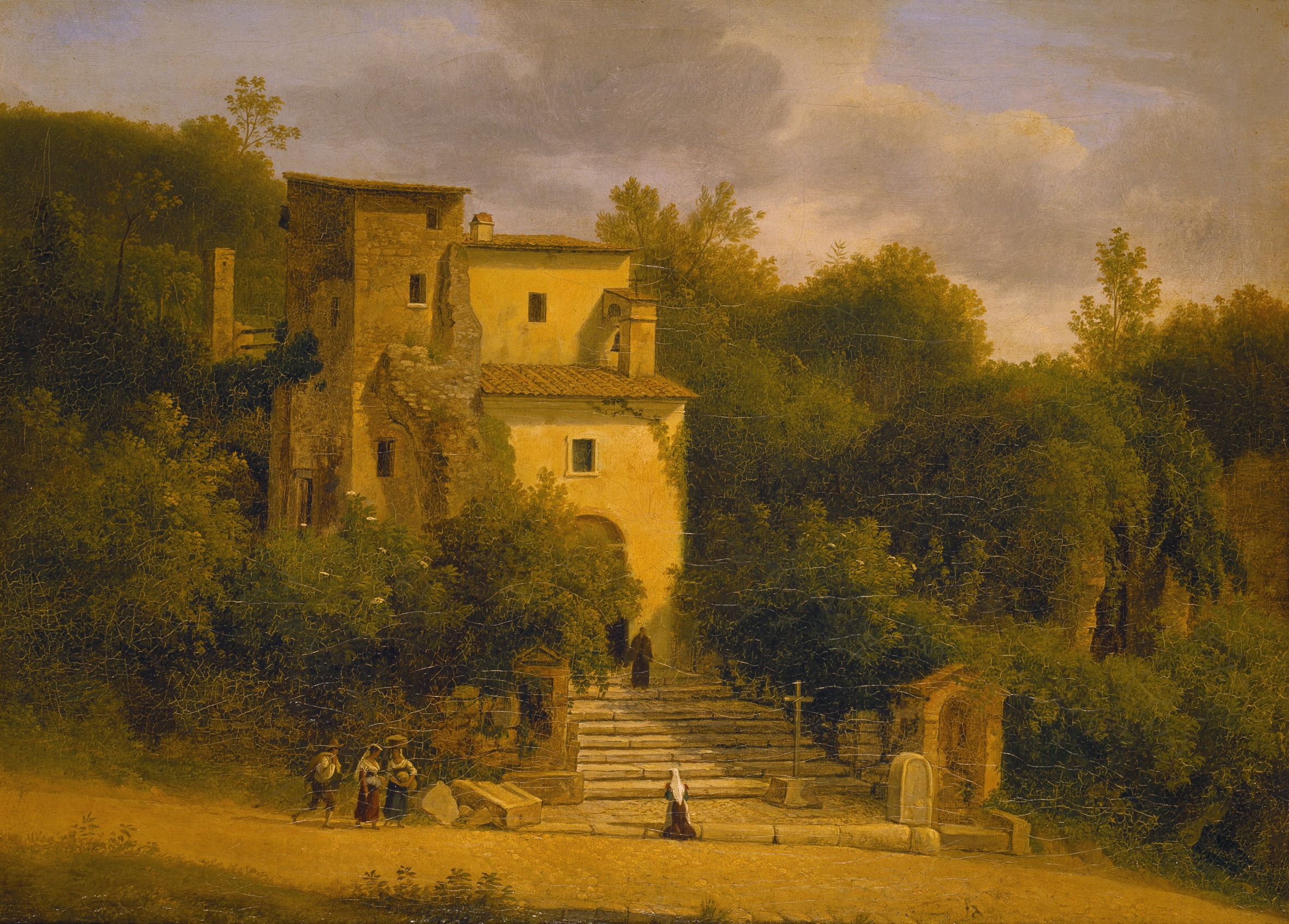
Une chapelle sur la route entre Albano et Ariccia, au musée Thorvaldsen.

## Œuvres répertoriées
- Un de ses tableaux figurait dans la collection de peintures de l'impératrice Joséphine accrochée au château de Malmaison.
- Un Clair de lune sur le lac Albano est visible au musée des Beaux-Arts et d'Archéologie de Besançon.
- Une Vue prise dans la forêt de Papigno, près de Terni se trouve dans les collections du musée Fabre à Montpellier.
- La maison des Borgia (1837) est la propriété du musée de la ville de Rome.
- Une chapelle sur la route entre Albano et Ariccia est présentée au musée Thorvaldsen à Copenhague.

## Distinction
- Chevalier de l'ordre de Léopold (Belgique, 1839)[10].

## Sources
- Paul André Roger, Biographie générale des Belges morts ou vivants, 1849, p. 248.
- « Martin Verstappen, paysagiste flamand à Rome au XIXe siècle », Bulletin de l'Institut historique belge de Rome, 1967, fasc. XXXVIII, p. 739-754.